# مارتین کارول
مری-لوئیس جین نیکول مورر (به فرانسوی: Martine Carol‎؛ ۱۶ مهٔ ۱۹۲۰ – ۶ فوریهٔ ۱۹۶۷)؛ که با نام مارتین کارول نیز شناخته می‌شد، یک بازیگر اهل فرانسه بود.

## فیلم‌شناسی
از جمله فیلم‌هایی که وی در آن‌ها به نقش‌آفرینی‌ پرداخته‌است می‌توان به زیبایی‌های شب، عملیات ببر و ساحل اشاره کرد.
- The Gold (BBC) – نقش: نامشخص

1. سریالی درام با محوریت جنایت و تحقیق.[۲]

- The Disappearance of Patricia Hall (Amazon Prime/ITV Drama) – نقش: نامشخص

  سریالی معمایی دربارهٔ ناپدید شدن یک زن.
- The Angel of Darkness (Paramount TV) – نقش: نامشخص

  ادامه‌ای بر سریال «The Alienist» با محوریت جنایت‌های تاریخی.
- Silent Witness (BBC) – نقش: نامشخص

  سریالی جنایی و درام با محوریت پزشکی قانونی.
- The Bill (ITV) – نقش: نامشخص

سریالی پلیسی بریتانیایی با تمرکز بر زندگی روزمرهٔ افسران پلیس.
- Harry & Cosh (Two Hats) – نقش: نامشخص

  سریالی کمدی برای نوجوانان.
- The Alleyn Mysteries (BBC) – نقش: نامشخص

  سریالی جنایی بر اساس رمان‌های نگاشته شده توسط نگل مارش.
- Johnny Jarvis (BBC) – نقش: نامشخص

  سریالی درام دربارهٔ دو دوست در دوران پس از مدرسه.
- Minder (ITV) – نقش: نامشخص

  سریالی کمدی-درام دربارهٔ یک محافظ شخصی و کارفرمایش.
- The Cleopatras (BBC) – نقش: نامشخص

  سریالی تاریخی دربارهٔ خاندان بطلمیوسی در مصر.